# Zalipie (Petite-Pologne)
Pour l’article homonyme, voir Zalipie.
Zalipie est un village de Pologne situé dans la commune d'Olesno, dans le powiat de Dąbrowa, Voïvodie de Petite-Pologne. Il comptait, en 2011, 739 habitants, dont 49,8% de la population sont des femmes et 50,2% des hommes, pour une surface de 8,05 km2.

## Peinture sur bois

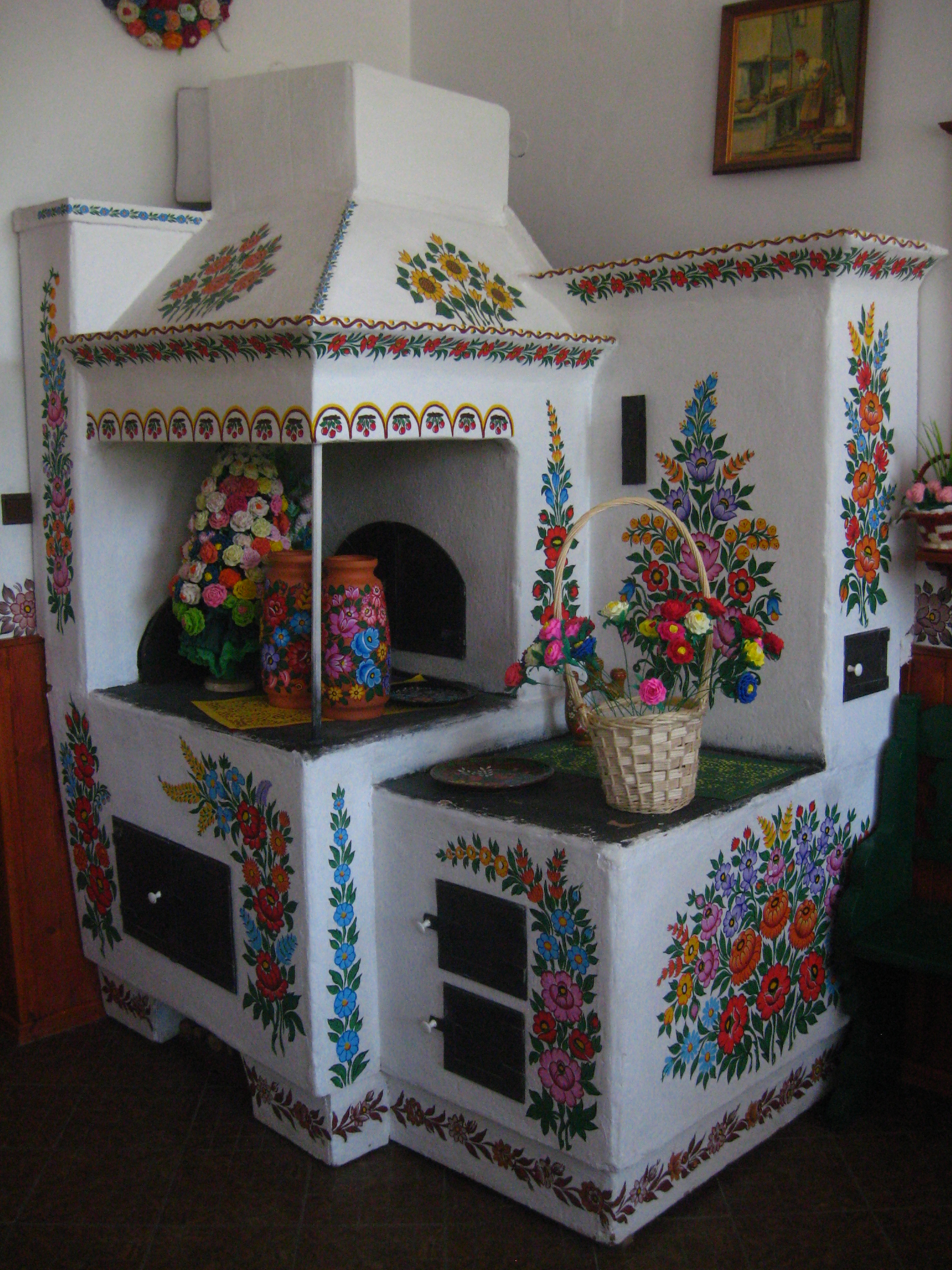
Intérieur d'un foyer de Zalipie

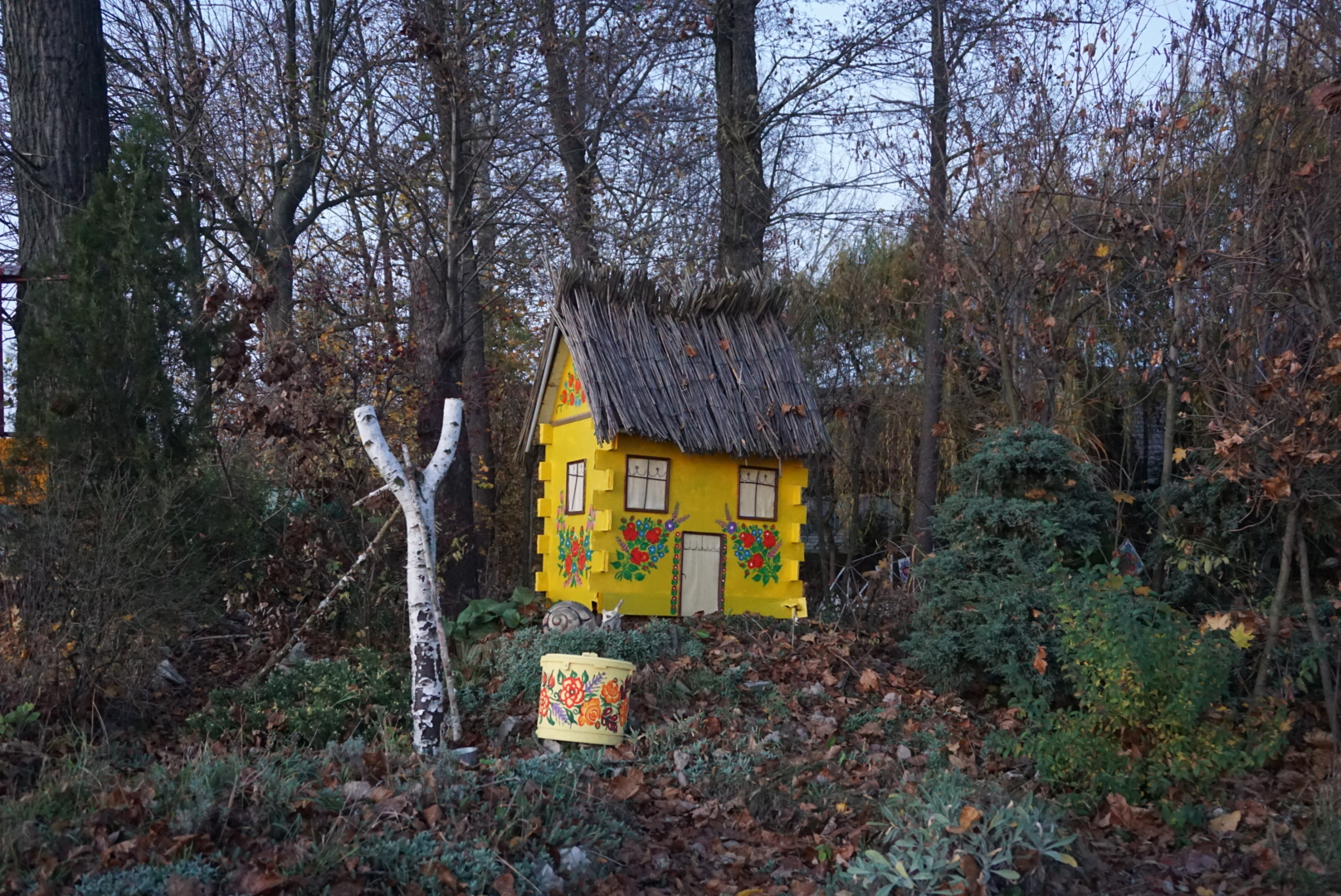
Une petite maison décorée, novembre 2018

Zalipie est un village connu pour ses peintures sur bois, tradition qui date de la fin du XIXe siècle. Les peintures sur bois étaient faites au départ à l'intérieur des habitations afin de les décorer pour les fêtes.
Les premières mentions sur les maisons peintes de Zalipie ont apparu dans la littérature ethnographique en 1905. L'article publié par Wladyslaw Hickel, habitant de Cracovie qui a aperçu et apprécié une maquette joliment peinte provenant de Zalipie, a contribué à rendre célèbre ce petit village et son nouveau style de peinture.
Initialement les premiers dessins, sous des formes géométriques - points, cercles et vagues, ont été réalisés par les femmes qui voulaient cacher les traces de suie de la cheminée. Progressivement, d'autres motifs sont apparus, surtout les fleurs colorées et autres motifs végétaux. Au fil du temps, les femmes ont commencé à exposer les décors à l’extérieur des maisons, sur les murs, les portes, les ponts, les puits, les niches des animaux et aussi sur les objets des maisons.
À l'époque ces peintures avaient pour base du lait, du sucre, des œufs et de l'eau de cuisson des pâtes ou pommes de terre en guise de liant. Quant aux accessoires de peinture, les femmes utilisaient les pinceaux fabriqués à la maison, faits de branches de bouleau ou de touffes de crin de cheval ou de vache serrées avec de la ficelle. Certains de ces types de pinceaux étaient encore utilisés il y a quelques années.

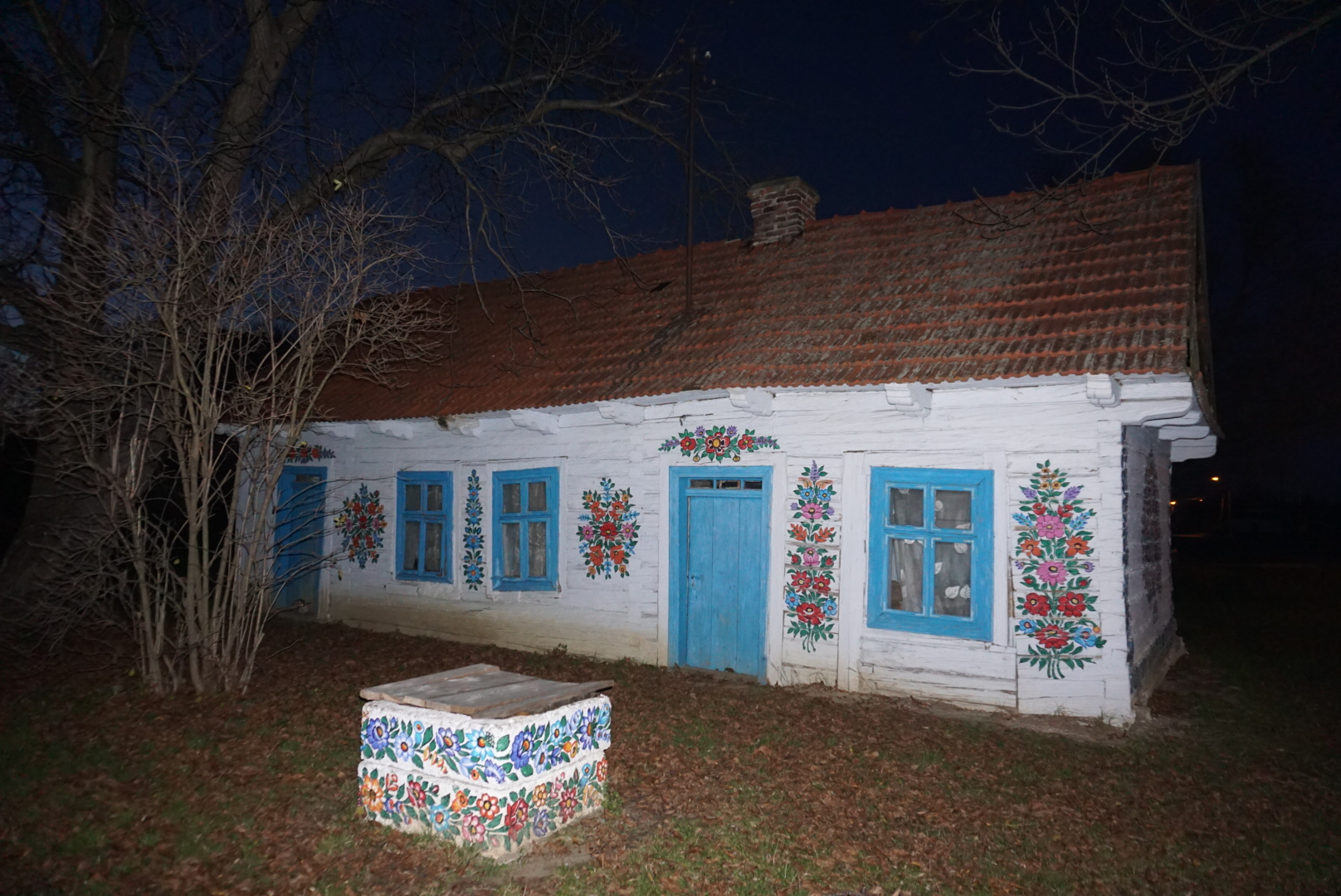
L'une des plus anciennes maisons à Zalipie

Aujourd'hui cette tradition est toujours vivante. Il existe d'ailleurs une maison des femmes : Dom Malarek où elles apprennent la peinture sur différents objets.

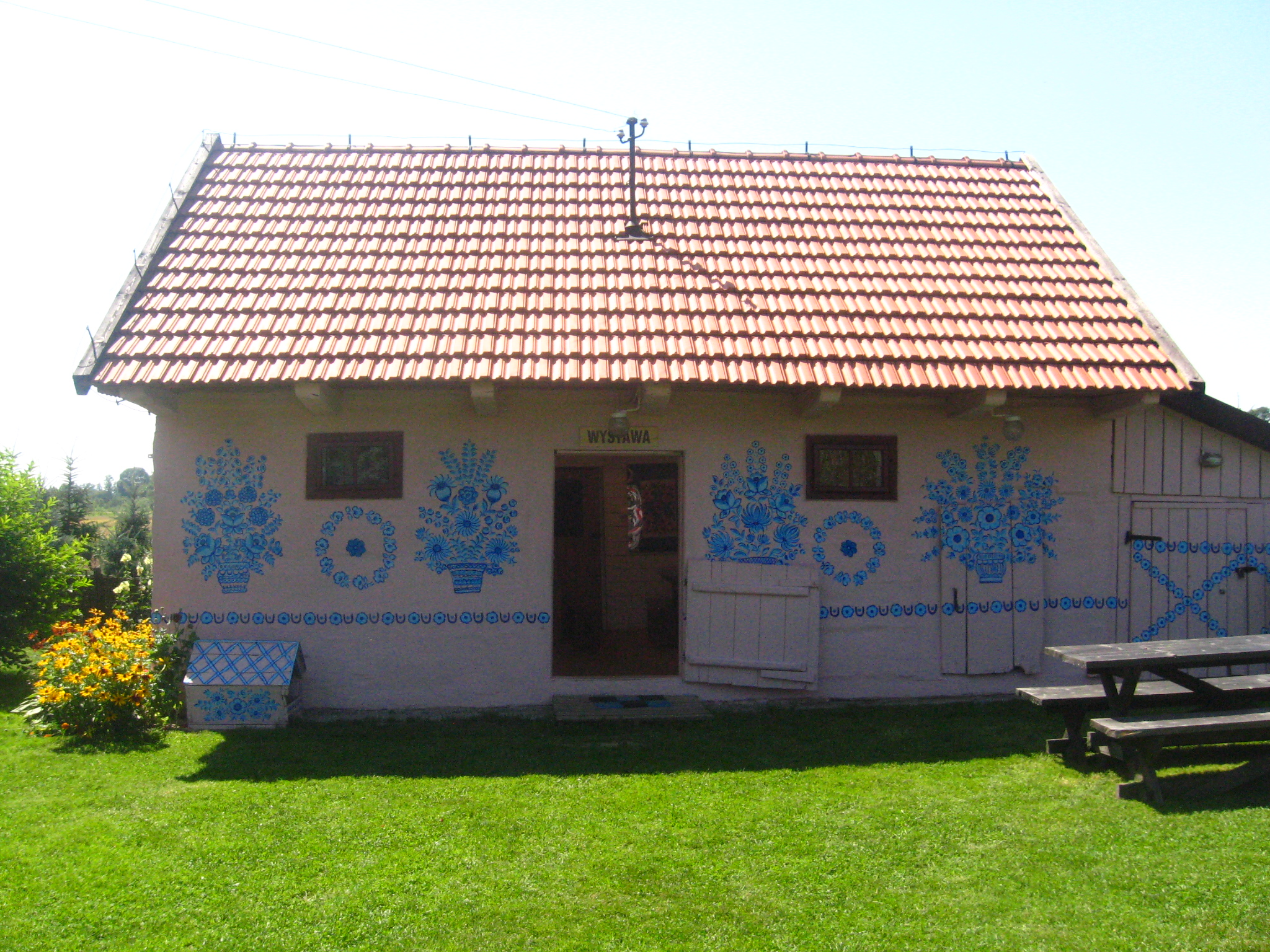
Maison de Felicja Curyłowa, Zalipie

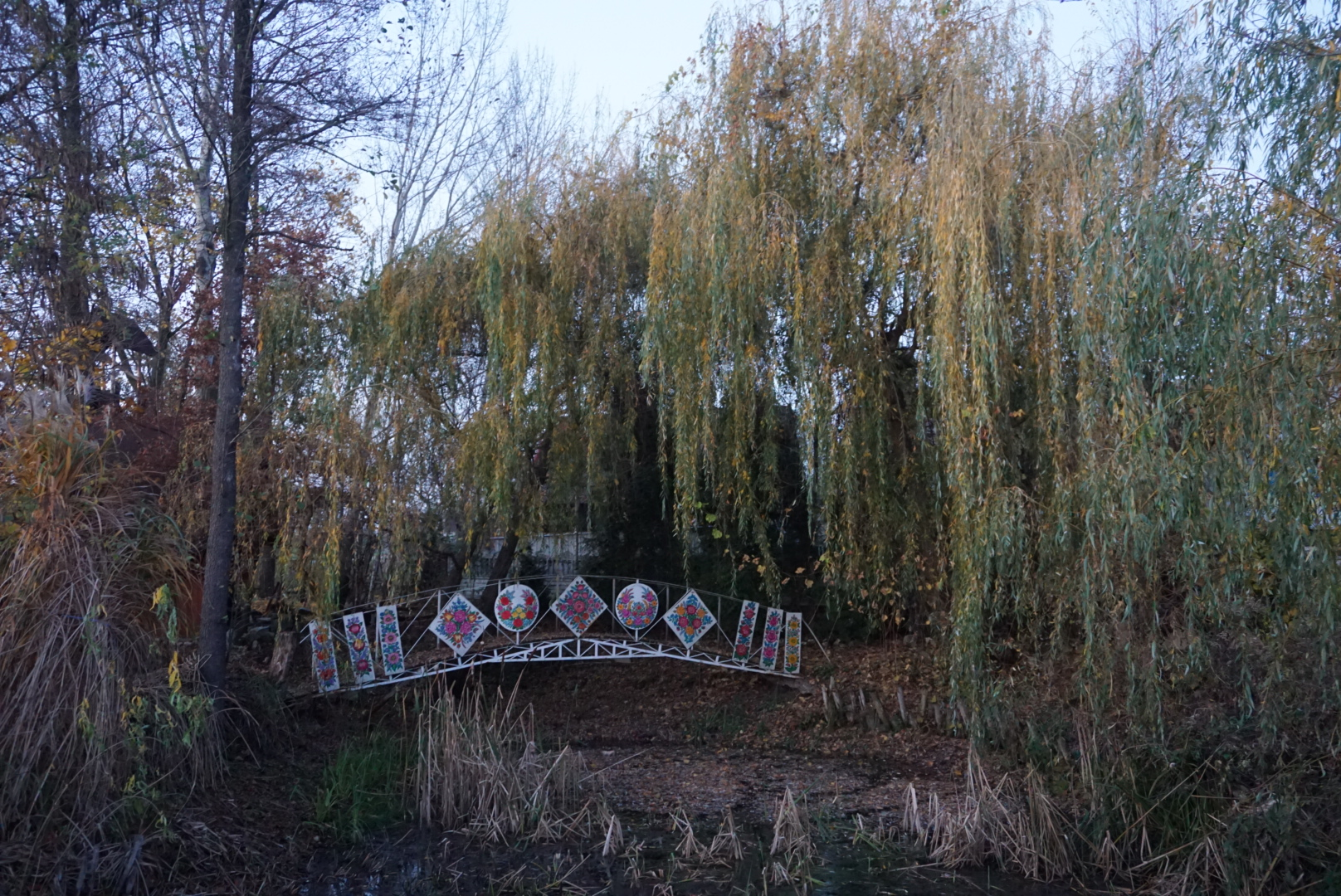
Le vieux pont à Zalipie, novembre 2018

À partir de 1948, les habitants du village ont commencé à organiser des concours de « Maisons Peintes » Malowana Chata pour maintenir l’art de Zalipie. Depuis 1965, les concours se déroulent régulièrement chaque année au mois de juin. En 2018, la 55e édition de ce concours a eu lieu avec une centaine de participants.

## Musée de Zalipie
Depuis 1978 à Zalipie se trouve une filiale du Musée régional de Tarnów - le Musée de Felicja Curyło (1904-1974), une femme active, artiste, peintre et propagatrice de cet art populaire unique. Le foyer a été conservé sous la même forme que pendant la vie de l'artiste.

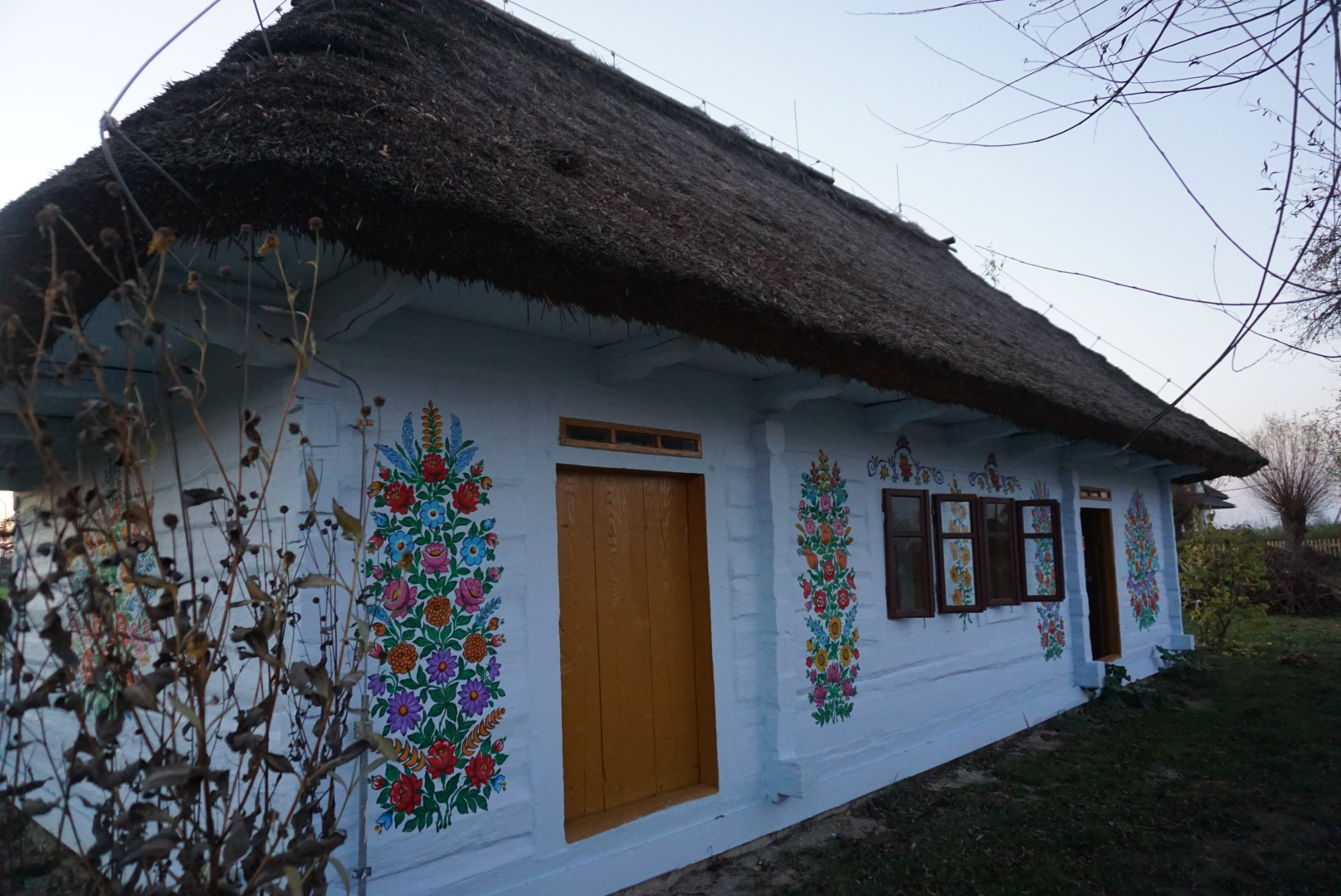
Décoration d'une maison ancienne, novembre 2018